# دانييل أحمد
دانييل هكتر أحمد (بالإسبانية: Daniel Héctor Ahmed)‏ (ولد في 22 نوفمبر 1965 في الأرجنتين) وهو مدرب ولاعب كرة قدم سابق. أحمد هو المدرب الحالي ل‍نادي سبورتينغ كريستال.

## وصلات خارجية
- Profile at BDFA Profile at (بالإسبانية)
- Profile at Futbol XXI Profile at
- Profile at Soccerway Profile at (بالإسبانية)
- (بالإسبانية)